# Észak-Macedónia a 2020. évi nyári olimpiai játékokon
Észak-Macedónia a japán Tokióban megrendezett 2020. évi nyári olimpiai játékok egyik részt vevő nemzete. Az országot 7 sportágban 8 sportoló képviselte, akik egy érmet szereztek.

## Érmesek
| Érem  | Versenyző         | Sportág   | Versenyszám     |
| ----- | ----------------- | --------- | --------------- |
| Ezüst | Dejan Georgievski | Taekwondo | Férfi nehézsúly |

## Atlétika
| Versenyző      | Versenyszám | Előfutam | Előfutam | Előfutam | Elődöntő | Elődöntő | Elődöntő | Döntő   | Döntő    |
| Versenyző      | Versenyszám | Idő      | Hely.    | Össz.    | Idő      | Hely.    | Össz.    | Idő     | Helyezés |
| -------------- | ----------- | -------- | -------- | -------- | -------- | -------- | -------- | ------- | -------- |
| Jovan Stojoski | Férfi 400 m | 46,81    | 7.       | 38.      | kiesett  | kiesett  | kiesett  | kiesett | kiesett  |

## Birkózás
| Versenyző           | Versenyszám             | Nyolcaddöntő       | Negyeddöntő     | Elődöntő | Vigaszág elődöntő | Döntő/BM | Helyezés |
| ------------------- | ----------------------- | ------------------ | --------------- | -------- | ----------------- | -------- | -------- |
| Magomedgadzhi Nurov | Férfi 97 kg szabadfogás | Saadaoui (TUN) 5–0 | Salas (CUB) 4–6 | kiesett  | kiesett           | kiesett  | kiesett  |

## Cselgáncs
| Versenyző        | Versenyszám    | 32-es főtábla     | Nyolcaddöntő | Negyeddöntő | Elődöntő | Vigaszág elődöntő | Bronz- mérkőzés | Döntő   |
| ---------------- | -------------- | ----------------- | ------------ | ----------- | -------- | ----------------- | --------------- | ------- |
| Arbresha Rexhepi | Női harmatsúly | Giles (GBR) 00–11 | kiesett      | kiesett     | kiesett  | kiesett           | kiesett         | kiesett |

## Karate
| Versenyző             | Versenyszám | Csoportkör selejtező | Csoportkör selejtező | Csoportkör rangsoroló | Csoportkör rangsoroló | Döntő/BM | Helyezés |
| Versenyző             | Versenyszám | Pont                 | Hely                 | Pont                  | Hely                  | Pont     | Helyezés |
| --------------------- | ----------- | -------------------- | -------------------- | --------------------- | --------------------- | -------- | -------- |
| Puleksenija Jovanoska | Női kata    | 23,90                | 5                    | kiesett               | kiesett               | kiesett  | 9.       |

## Sportlövészet
| Versenyző         | Versenyszám       | Selejtező | Selejtező | Döntő   | Döntő    |
| Versenyző         | Versenyszám       | Pont      | Helyezés  | Pont    | Helyezés |
| ----------------- | ----------------- | --------- | --------- | ------- | -------- |
| Borjan Brankovski | Férfi légpisztoly | 573       | 21.       | kiesett | kiesett  |

## Taekwondo
| Versenyző         | Versenyszám     | Nyolcaddöntő           | Negyeddöntő     | Elődöntő              | Vigaszág elődöntő | Bronz- mérkőzés | Döntő            | Helyezés |
| ----------------- | --------------- | ---------------------- | --------------- | --------------------- | ----------------- | --------------- | ---------------- | -------- |
| Dejan Georgievski | Férfi nehézsúly | Rafael Alba (CUB) 11–8 | Gbané (CIV) 9–4 | In Kju-Don (KOR) 12–6 |                   |                 | Larin (ROC) 9–15 | Ezüst    |

## Úszás
| Versenyző              | Versenyszám       | Előfutam | Előfutam | Előfutam | Elődöntő | Elődöntő | Elődöntő | Döntő   | Döntő    |
| Versenyző              | Versenyszám       | Idő      | Hely.    | Össz.    | Idő      | Hely.    | Össz.    | Idő     | Helyezés |
| ---------------------- | ----------------- | -------- | -------- | -------- | -------- | -------- | -------- | ------- | -------- |
| Filip Derkoski         | Férfi 400 m gyors | 4:03,34  | 4.       | 36.      |          |          |          | kiesett | kiesett  |
| Mia Blazhevska Eminova | Női 100 m gyors   | 57,19    | 1.       | 40.      | kiesett  | kiesett  | kiesett  | kiesett | kiesett  |